# Domingo Nieto
Domingo Nieto (Moquegua, 15 de agosto de 1803 — 17 de Fevereiro de 1844) foi um político e Presidente do Peru de 3 de Setembro de 1843 a 17 de Fevereiro de 1844.

## Vida
De uma família nobre hispano-peruana com o título de "Condes de Alastaya", que também eram de sangue nobre local descendentes diretos do Inca Huayna Capac pelo casamento de sua filha Catalina Sisa Occllo com o conquistador Pedro Ladron de Guevara, ascendente direto da família. Como um jovem aristocrático, ele rapidamente se desencantou com o domínio espanhol e assumiu a causa da independência peruana aos 18 anos. Sendo um dos poucos nobres da época que participou diretamente das guerras de independência, ele é um membro ímpar do panteão dos "antepassados da nação" no Peru.
Durante sua carreira militar e política, ele foi chamado de "o soldado / quixote da lei" por ter a reputação de defender a constituição contra todas as adversidades e aliar-se ao estado de direito, que claramente o separava de seus pares. Ele é historicamente o mais notável estrategista militar e figura vitoriosa do Peru, suas realizações militares o tornaram General aos 29 anos e Grande Marechal do Peru aos 39 anos, algo que nunca mais se repetiu na história peruana. Ele também é creditado por ter participado e sido vitorioso no último "combate pessoal" registrado na Batalha de Tarqui, com o comandante venezuelano José María Camacaro, assumindo o desafio de decidir o destino de uma batalha em um único combate um-a-um.

Em seus últimos anos, liderou, com Ramón Castilla a seu lado, a derrubada do "Ditador Supremo" Manuel Ignacio de Vivanco, assumindo a presidência do Peru após ser eleito pela Junta de Governo provisório (congresso provisório) encarregado do re estabelecimento da ordem constitucional. Morreu logo após o mandato, em 17 de fevereiro de 1844. Castilla o sucedeu pela eleição da Junta.